# Білоруська крайова оборона
Білоруська крайова оборона (біл. Беларуская краёвая абарона (БКА)) — військове формування у складі військ Ваффен-СС Німеччини, створене в генеральній окрузі «Білорусь» Білоруською центральною радою на території Райхскомісаріату Остланд під час Другої світової війни.

## Історія
Створення БКО розпочалося після відповідної згоди Курта фон Готберга — головного фюрера СС Генеральної округи «Білорутенія» від 23 лютого 1944 року. Командувачем армії був призначений офіцер з багаторічним військовим досвідом Франц (Францішак) Кушаль.
Основу формування становило мобілізовано чоловіче населення 1908—1924 р.н. Усього було мобілізовано близько 25 тис. осіб, з яких планувалося створити 48 батальйонів по 450—500 осіб.
Унаслідок призову в семи округах Генеральної округи «Білорутенія» було сформовано таку кількість батальйонів:
- Мінська округа — 6 батальйонів (2 358 ос.);
- Слуцька округа — 5 батальйонів (3 982 ос.);
- Новогрудська округа — 4 батальйони (2 047 ос.);
- Барановицька округа — 8 батальйонів (6 495 ос.);
- Глубоцька округа — 4 батальйони (2 910 ос.);
- Вілейська округа — 4 батальйони (2 414 ос.);
- Слонімська округа — 3 батальйони (1 423 ос.).

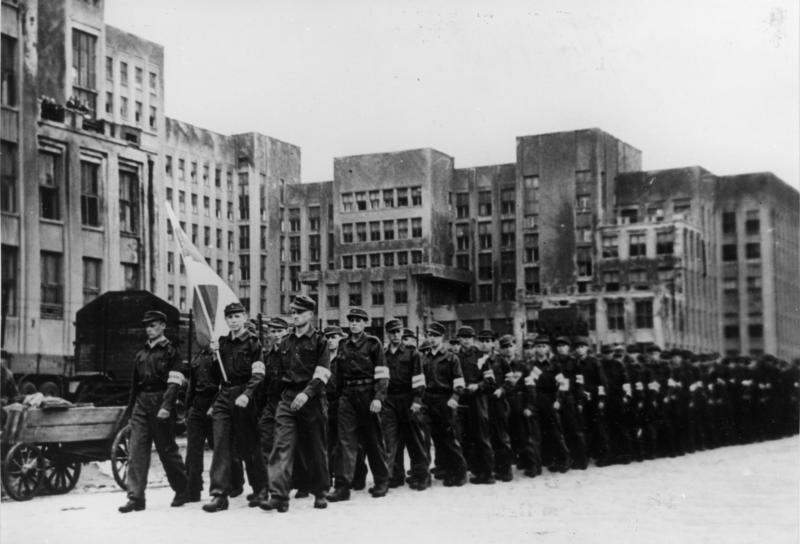
Білоруське воєнізоване антирадянське формування. Мінськ, 1944

До середини квітня 1944 року було створено 38 піхотних і 6 саперних батальйонів, деякі з яких залишилися недоукомплектовані. Офіцери і підофіцери БКО проходили підготовку на 3-денних курсах у Мінську, рядові — на місцях служби.
Головним завданням БКО була боротьба проти радянських партизанів, яка здійснювалася в співпраці з поліційною владою на місцях. Багато зі створених батальйонів використовувалися для охорони складів, інших господарських цілей.
Після 27 червня 1944 німецький персонал, відповідальний за зв'язок при БКО, залишив Мінськ, і рішення про долю окремих загонів БКО покладалося на командирів цих загонів. Вони поставили бійців БКО перед вибором: відступити разом з німцями або залишитися вдома. Наприклад, лише 20 з 700 солдат Барановицького загону БКО вирішили йти з німцями на захід.
Після поразки Німеччини у війні, переважна більшість бійців БКО були передані радянській владі, де і були страчені або заслані до Сибіру. Решта отримали політичний притулок у США та Канаді. Францішак Кушаль здався американським військам і продовжував антирадянську боротьбу у складі Білоруської Центральної Ради.

## Знаки розрізнення

### Генерали
| Позначення                | Генерали                | Генерали                              | Генерали                              | Генерали                              | Генерали                              | Генерали                     | Генерали                     | Генерали |
| ------------------------- | ----------------------- | ------------------------------------- | ------------------------------------- | ------------------------------------- | ------------------------------------- | ---------------------------- | ---------------------------- | -------- |
| Погони                    |                         |                                       |                                       |                                       |                                       |                              |                              |          |
| Звання                    | Генерал зброі (Генерал) | Генерал-палкоўнік (Генерал-полковник) | Генерал-палкоўнік (Генерал-полковник) | Генерал-лейтэнант (Генерал-лейтенант) | Генерал-лейтэнант (Генерал-лейтенант) | Генерал-маёр (Генерал-майор) | Генерал-маёр (Генерал-майор) |          |
| Вермахт (Хеер) еквівалент | Generaloberst           | General der Waffengattung             | General der Waffengattung             | Generalleutnant                       | Generalleutnant                       | Generalmajor                 | Generalmajor                 |          |
|                           |                         |                                       |                                       |                                       |                                       |                              |                              |          |
| еквівалент                | ОФ-9                    | OФ-8                                  | OФ-8                                  | OФ-7                                  | OФ-7                                  | OФ-6                         | OФ-6                         |          |

примітки
- Значення скорочення "ОФ" позначає de: "Offizier / en: officer / fr: officier / uk: офіцер".

### Офіцери
| Позначення                | Офіцери               | Офіцери               | Офіцери                     | Офіцери                     | Офіцери      | Офіцери      | Офіцери           | Офіцери           | Офіцери                              | Офіцери                              | Офіцери               | Офіцери               |
| ------------------------- | --------------------- | --------------------- | --------------------------- | --------------------------- | ------------ | ------------ | ----------------- | ----------------- | ------------------------------------ | ------------------------------------ | --------------------- | --------------------- |
| Погони                    |                       |                       |                             |                             |              |              |                   |                   |                                      |                                      |                       |                       |
| Звання                    | Палкоўнік (Полковник) | Палкоўнік (Полковник) | Падпалкоўнік (Підполковник) | Падпалкоўнік (Підполковник) | Маёр (Майор) | Маёр (Майор) | Капітан (Капітан) | Капітан (Капітан) | Старшы лейтэнант (Старший лейтенант) | Старшы лейтэнант (Старший лейтенант) | Лейтэнант (Лейтенант) | Лейтэнант (Лейтенант) |
| Вермахт (Хеер) еквівалент | Oberst                | Oberst                | Oberstleutnant              | Oberstleutnant              | Major        | Major        | Hauptmann         | Hauptmann         | Oberleutnant                         | Oberleutnant                         | Leutnant              | Leutnant              |
|                           |                       |                       |                             |                             |              |              |                   |                   |                                      |                                      |                       |                       |
| еквівалент                | ОФ-5                  | ОФ-5                  | ОФ-4                        | ОФ-4                        | ОФ-3         | ОФ-3         | ОФ-2              | ОФ-2              | OФ-1                                 | OФ-1                                 | OФ-1                  | OФ-1                  |

примітки
- Значення скорочення "ОФ" позначає de: "Offizier / en: officer / fr: officier / uk: офіцер".

### Унтер-офіцери и рядові
| Позначення                 |                   |                   |                     |                     |                           |                           |                     |                     |                               |                                                      |                                     |                  |
| Унтер-офицери              | Унтер-офицери     | Унтер-офицери     | Унтер-офицери       | Унтер-офицери       | Унтер-офицери             | Унтер-офицери             | Унтер-офицери       | Унтер-офицери       | Рядовий склад                 | Рядовий склад                                        | Рядовий склад                       | Рядовий склад    |
| -------------------------- | ----------------- | ----------------- | ------------------- | ------------------- | ------------------------- | ------------------------- | ------------------- | ------------------- | ----------------------------- | ---------------------------------------------------- | ----------------------------------- | ---------------- |
| Погони шеврони (нарукавні) |                   |                   |                     |                     |                           |                           |                     |                     |                               |                                                      |                                     |                  |
|                            |                   |                   |                     |                     |                           |                           |                     |                     |                               |                                                      |                                     |                  |
| Звання                     | Сьцяжны (Курсант) | Сьцяжны (Курсант) | Старшыня (Старшина) | Старшыня (Старшина) | Зьвязны (Старший сержант) | Зьвязны (Старший сержант) | Дружыновы (Сержант) | Дружыновы (Сержант) | Капрал (Капрал)               | Старшы жаўнер 2-ай клясы (Старший солдат 2-го класу) | Старшы жаўнер 1-ай клясы (Єфрейтор) | Жаўнер (Рядовий) |
| Вермахт (Хеер) еквівалент  | Oberfähnrich      | Oberfähnrich      | Stabsfeldwebel      | Stabsfeldwebel      | Oberfeldwebel             | Oberfeldwebel             | Feldwebel           | Feldwebel           | Stabsgefreiter Hauptgefreiter | Obergefreiter                                        | Gefreiter                           | Soldat           |
|                            |                   |                   |                     |                     |                           |                           |                     |                     |                               |                                                      |                                     |                  |
| еквівалент                 | OФ-(Д)            | OФ-(Д)            | OP-8                | OP-8                | OP-7                      | OP-7                      | OP-6                | OP-6                | OP-4/3                        | OP-3                                                 | OP-2                                | OP-1             |

примітки
- Значення скорочення "OP (en: ОR)" обозначает "Other Ranks / fr: sous-officiers et militaires du rang / uk:інші ранги, окрім офіцерів"